# Jan Ø. Jørgensen
Jan Østergaard Jørgensen (sinh ngày 31 tháng 12 năm 1987 tại Aalborg) là một vận động viên cầu lông người Đan Mạch đã nghỉ hưu, từng chơi cho SIF (Skovshoved) ở giải quốc gia. Anh đã giành được danh hiệu đơn nam tại Giải vô địch châu Âu 2014 và là huy chương đồng tại Giải vô địch thế giới 2015. Anh cùng đội tuyển Đan Mạch vô địch Thomas Cup 2016 ở Côn Sơn, Trung Quốc.